# Zhengde
Zhengde (Pechino, 26 ottobre 1491 – Gran Canale, 20 aprile 1521) è stato imperatore della Cina dal 1505 al 1521, e fu il decimo della dinastia Ming.

## Biografia

### Primi anni
Zhengde venne nominato principe ereditario in tarda età dal momento che suo padre non aveva conteso prima agli altri principi il trono cinese. Zhengde venne educato alla letteratura confuciana e fu un eccellente studente. Come suo padre, ci si aspettava che dalla sua ascesa si dimostrasse fin dall'inizio un sovrano benevolente e brillante, ma non fu così.

### Il regno da Imperatore
Zhengde ascese al trono all'età di 14 anni. A differenza del padre, non era interessato al governo e lasciò a sé stessi gran parte degli affari di Stato. Le sue azioni vennero sovente considerate dissennate e senza obbiettivi..
Condusse una vita lussuosa e dissoluta, nonché sessualmente attiva. Era un grande frequentatore di case di tolleranza e persino ne aveva istituita una nel palazzo di "Pao Fang" (豹房, letteralmente "camera dei leopardi"), appena fuori dalla Città Proibita a Pechino, dove trovavano posto anche animali esotici come tigri e leopardi, il tutto per suo personale godimento e divertimento. Durante una delle sue visite a questo palazzo venne gravemente ferito da una tigre e non poté apparire alle udienze di corte per un mese intero. In un'altra occasione egli bruciò l'intero palazzo mentre preparava della polvere da sparo da utilizzare durante il tradizionale festival delle lanterne.
Trascorreva mesi interi lontano dalla Città Proibita per viaggiare nell'impero a comprare nuovi oggetti da portare a corte e per il proprio divertimento. Zhengde si circondò di eunuchi tra i quali spiccava Liu Jin. Liu Jin raggiunse un livello di potere tale, che pensò di assassinare l'imperatore, ponendo il proprio pronipote sul trono. Il complotto di Liu Jin, però, venne scoperto, e nel 1510 giustiziato. Altre rivolte vennero poi guidate dal principe Anhua e dal principe di Ning, entrambi zii di Zhengde.
L'Imperatore Zhengde abusò apertamente del proprio potere. Ad esempio, creò un settore commerciale all'interno del proprio palazzo ed ordinò a tutti i ministri, gli eunuchi, i soldati e i servi di vestirsi da mercanti in modo da animare questo mercato. Chiunque si fosse rifiutato di agire diversamente (che in particolare ai ministri appariva degradante), veniva severamente punito e rimosso dal proprio incarico.
Nel 1518 si proclamò generale e guidò personalmente la spedizione al nord con l'intento di pacificare i Mongoli, ma non ebbe successo. Nuovamente nel 1519, Zhengde organizzò una nuova spedizione a Jiangxi in modo da soffocare la rivolta di quell'area, solo per scoprire poi che la rivolta era già stata sedata prima del suo arrivo. Frustrato ed incapace di guidare le proprie truppe alla vittoria, l'Imperatore ordinò quindi di rilasciare i principi che si erano opposti precedentemente al suo potere, in modo da avere la possibilità di cacciarli personalmente. Nel gennaio del 1521 Zhengde giustiziò a Tonghzhou il principe di Ning, fatto che venne ricordato con ribrezzo addirittura dall'ambasciata portoghese in Cina.

### Il "maleficio oscuro"
Prima della morte dell'Imperatore avvenuta nel luglio dell'anno 1521, alcune voci di popolo avevano identificato col nome di "maleficio oscuro" un gruppo di misteriose creature che circolavano per la capitale. Erano solite attaccare persone a caso durante la notte causando ferite con i loro artigli. Il ministro della guerra chiese all'imperatore di redigere un editto col quale proclamasse la sicurezza locale, concedendo ai soldati di indagare e distruggere queste forze che terrorizzavano il popolo. Questo editto pose fine al fenomeno

### La morte dell'Imperatore
L'Imperatore Zhengde morì nel 1521 all'età di 30 anni dopo una lunga malattia che aveva contratto quando, ubriaco, si era imbarcato sulle rive del Gran Canale in Cina. Gli succedette il cugino Jiajing e venne sepolto nella sua tomba a Kangling nel mausoleo della dinastia Ming.

## Contatti con l'Europa

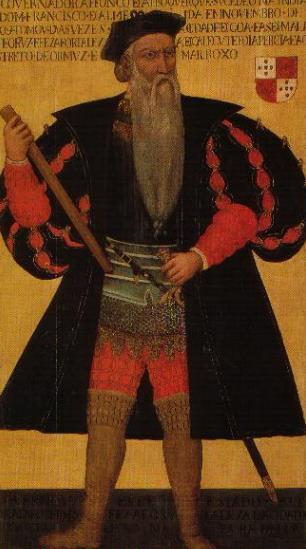
Afonso de Albuquerque era un navigatore che intraprese il primo viaggio di ventura via mare europeo verso la Cina, giungendo in Malacca.

Il primo contatto diretto degli europei con la Cina, avvenne proprio durante il regno di Zhengde. In molte missioni iniziali, alcuni esploratori di spicco giunsero in diversi punti della costa cinese: Afonso de Albuquerque in Malacca, Jorge Álvares e Rafael Perestrello a sud presso Tuen Mun e Canton, dove instaurarono delle sedi commerciali. Nel 1513 il re Manuele I del Portogallo inviò Fernão Pires de Andrade e Tomé Pires ad aprire formalmente le relazioni tra la corte cinese di Pechino e quella portoghese di Lisbona. Zhengde concesse ai portoghesi di istituire, dal maggio 1520, un'ambasceria presso la sua corte, ma morì poco dopo e i portoghesi (i quali erano ritenuti dei sobillatori a Canton e addirittura dei cannibali di bambini scomparsi), vennero espulsi dai territori cinesi per ordine del Gran Segretario Yang Tinghe. Ad ogni modo un commercio illegale continuò per il periodo successivo, anche se i rapporti tra portoghesi e cinesi si ristabilirono solo nel 1557 quando al Portogallo venne concessa Macao come base commerciale in Cina.